# 圣于连布蒂耶尔
圣于连布蒂耶尔（法語：Saint-Julien-Boutières，法語發音：[sɛ̃ ʒyljɛ̃ butjɛʁ]）是法国阿尔代什省的一个旧市镇，位于该省西北部，属于罗讷河畔图尔农区。2019年，圣于连布蒂耶尔与市镇安特尔合并为新市镇圣于连丹特尔。

## 地理
圣于连布蒂耶尔（44°58'27"N, 4°21'7"E）面积11.12 平方千米，位于法国奥弗涅-罗讷-阿尔卑斯大区阿尔代什省，该省份为法国东南部内陆省份，北起顺时针与卢瓦尔省、伊泽尔省、德龙省、沃克吕兹省、加尔省、洛泽尔省和上盧瓦爾省接壤。
与圣于连布蒂耶尔接壤的市镇（或旧市镇、城区）包括：沙内阿克、安特尔、拉沙佩勒-苏沙内阿克、圣克莱芒、圣让鲁尔、圣马丹德瓦拉马斯、莱瓦斯特尔。
圣于连布蒂耶尔的时区为UTC+01:00、UTC+02:00（夏令时）。

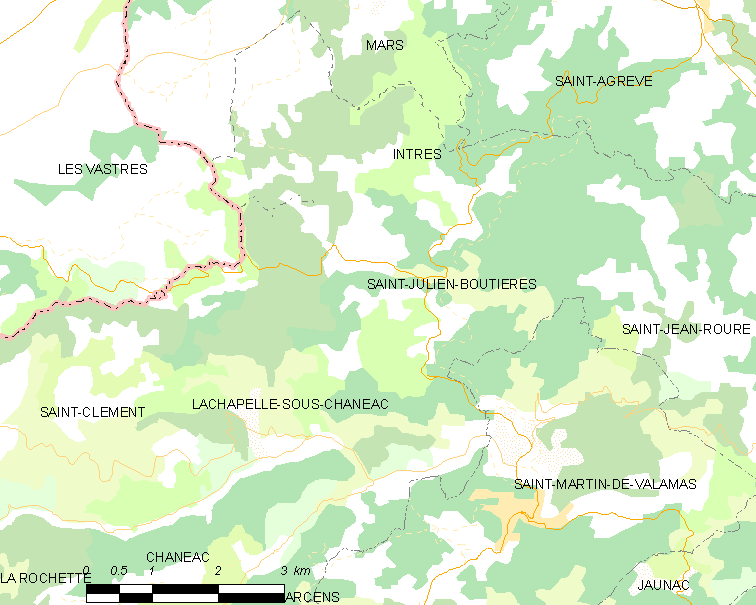
圣于连布蒂耶尔的OSM定位图

## 行政
圣于连布蒂耶尔的邮政编码为07310，INSEE市镇编码为07252。

## 政治
圣于连布蒂耶尔所属的省级选区为上埃里约县。

## 人口

1962-2008年间圣于连布蒂耶尔人口变化图示

圣于连布蒂耶尔于2015时的人口数量为199人。